# アンジェルコ・ジュリチッチ
アンジェルコ・ジュリチッチ（セルビア語: Анђелко Ђуричић, ラテン文字転写: Anđelko Đuričić、1980年11月21日 - ）は、セルビアの元サッカー選手。ポジションはゴールキーパー。

## 経歴
2010年5月に親善試合でセルビア代表デビュー。直後の2010 FIFAワールドカップのメンバーの一人でもあった。セルビア代表として4試合に出場した。

## 代表歴

### 出場大会
- セルビア代表
  - 2010 FIFAワールドカップ

### 試合数
- 国際Aマッチ 4試合 0得点（2010年）[2]

| セルビア代表 | 国際Aマッチ | 国際Aマッチ |
| 年           | 出場        | 得点        |
| ------------ | ----------- | ----------- |
| 2010         | 4           | 0           |
| 通算         | 4           | 0           |